# Mir-Hosein Musaví
Mir-Hosein Musaví (transcrito en los medios ingleses como Mir-Hossein Moussavi; persa: میرحسین موسوی) (nacido el 2 de marzo de 1942 en Jamené, Azerbaiyán Oriental), es un arquitecto, pintor y político de oposición iraní. Ejerció como quinto (y último) primer ministro de la república islámica de Irán de 1981 a 1989. Retirado de la escena política, volvió a la misma como candidato de las elecciones presidenciales de 2009 y lideró posteriores acusaciones de fraude y multitudinarias protestas post electorales. 

## Biografía

### Primeros años y formación
Mir Hosein Musaví nació en 1942 en la ciudad de Jamené, en la provincia de Azerbaiyán Oriental. De etnia azerí, su padre, Mir Esmaíl Musaví, era un comerciante de té de Tabriz. En Jamené creció y tras los estudios de enseñanza secundaria, se trasladó a la capital iraní en 1958.
Entre los familiares de Mir Hosein Musaví se encuentra el Ayatolá Sayyid Alí Jameneí, cuya tía paterna es abuela paterna suya. Ambas familias mantenían relaciones, manifiestas en el hecho de que cuando el actual Líder Supremo de Irán y su hermano Seyed Mohammad, viviendo en Mashad y después en Qom viajaban a Teherán, se alojaban en el domicilio de Mir Hosein.
En la primavera de 1969, Mir Hosein Musaví obtuvo su maestría en Arquitectura y Urbanismo en la Universidad Nacional de Irán (actual Universidad Shahid Beheshtí), con un interés particular en la arquitectura iraní. Tras un período de docencia, pasó a integrar el claustro del mismo centro. 

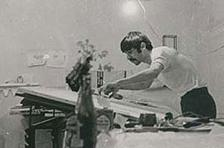
Mir Hosein Musaví diseñando un proyecto arquitectónico en su juventud.

En el mismo año 1969 diseñó las oficinas centrales del agua y alcantarillado de Ispahán, que ejecutó personalmente a lo largo de los dos años siguientes. En 1971 dirigió la construcción sobre sus planos del centro cultural Kanun-e Towhid, centro de reunión de círculos políticos críticos antes y después de la revolución.
Durante sus años de estudiante había desarrollado ya una actividad artística pictórica, con más de 180 obras de tendencia abstracta y conceptual en que se sirve de técnicas variadas y funde simbolismo tradicional con vehículos de expresión modernos. A finales de la década formó parte del grupo pictórico Qandriz (قندریز). 
También en 1969, Mir Hosein Musaví contrajo matrimonio con su compañera de universidad Zahra Rahnavard, estudiante de escultura y discípula destacada de Alí Shariatí. Más adelante, Rahnavard llegaría a ser rectora de la Universidad Al-Zahra, consejera política del presidente Mohammad Jatamí y autora de una quincena de libros. Juntos tienen tres hijas, y todas ellas hablan persa, turco azerí, inglés y árabe.

### Actividad política revolucionaria
Como estudiante, fue cofundador y miembro activo de la Asociación Islámica de Estudiantes (Anyoman-e eslami-e daneshyuián), de tendencia izquierdista. Una vez licenciado, fundó junto a su grupo de amigos el proyecto Samarcanda (شرکت سمرقند), centro de reunión para desarrollo de actividades contra el régimen Pahlevi. En 1973, la totalidad de los miembros de este círculo, incluidos Mir Hosein Musaví y el Abdolalí Bazargán, fueron detenidos por el servicio de inteligencia iraní de entonces, la SAVAK. 
Mantenía además relaciones con el Movimiento de Píos Socialistas (Nehzat-e Jodaparastan-e Sosialist) y con el Movimiento por la Libertad de Irán (Nehzat-e Azadi-e Iran), partido religioso nacionalista inspirado por el intelectual Alí Shariatí, del que Musaví fue admirador durante años. Muchas de las personalidades de este partido conservarían durante y después de la revolución de 1979 vínculos estrechos con Mir Hosein Musaví, como el primer ministro del gobierno de transición Mehdí Bazargán, el catedrático Yadollah Sahabí, el ulema progresista Mahmud Taleqaní o el primer ministro de Defensa de la República Islámica, Mostafá Chamrán. Musavi acudía regularmente a las conferencias de Alí Shariatí en la Hoseinié Ershad del norte de Teherán, y exhibía también allí mismo sus obras de arte bajo el pseudónimo Hosein Rahyú (حسین رهجو). Fue cofundador, junto a Habibollah Peymán, del Movimiento de Musulmanes Combatientes (Yombesh-e Mosalmanan-e Mobarez).
En 1976, se vio obligado a exiliarse junto a su esposa Zahra Rahnavard para huir de los servicios de inteligencia, y pasaron 10 meses en los Estados Unidos de América, persistiendo en su activismo contra el régimen Pahlevi en la Confederación de Estudiantes Iraníes, activa en distintos países y de tendencia izquierdista y antiimperialista. En 1977, la pareja pudo regresar a Irán
.
Con el progresivo aumento de la influencia del ayatolá Jomeiní sobre los círculos de oposición iraní en los años y meses anteriores a la Revolución, Mir Hosein Musaví se acercó también a dicha esfera de influencia en lugar de la de Shariatí, en particular a través de su relación con Habibollah Peymán y con el ayatolá Seyed Mohammad Beheshtí.

### Tras el triunfo de la Revolución
Tras la caída del régimen monárquico del Shah en 1979, Musaví colaboró con Mohammad Beheshtí para establecer institucionalmente la república islámica con la fundación del Partido de la República Islámica, del que Musaví fue secretario político y redactor jefe de su órgano de prensa, el diario Yomhuri-e Eslami («República Islámica»).
A mediados de 1979, el ayatolá Jomeini designó a Musaví para formar parte del Consejo de la Revolución Islámica. En tanto que redactor jefe del diario Yomhuri-e Eslami, Musaví dirigió una labor de dura crítica a Abolhasán Bani Sadr, primer presidente de Irán con la naciente República Islámica, hasta que Bani Sadr huyó a Francia tras una exitosa moción parlamentaria de destitución presentada el 21 de junio de 1981.
Bani Sadr había vetado la designación de Musaví como ministro de Exteriores por el primer ministro Rayaí. Con la restructuración gubernamental posterior a la destitución de Bani Sadr, Musaví fue designado como ministro de Exteriores de Irán el 15 de agosto de 1981, pero tras el asesinato en atentado del presidente Rayaí, en octubre se organizaron nuevas elecciones que elevaron a la presidencia a Alí Jamenei. El nuevo presidente quiso designar como primer ministro a Alí Akbar Velayatí pero el parlamento, con mayoría de izquierda, impuso en el cargo el 28 de octubre de 1981 a Musaví, tras la mediación del ayatolá Jomeini.

### Como primer ministro (1981-1989)

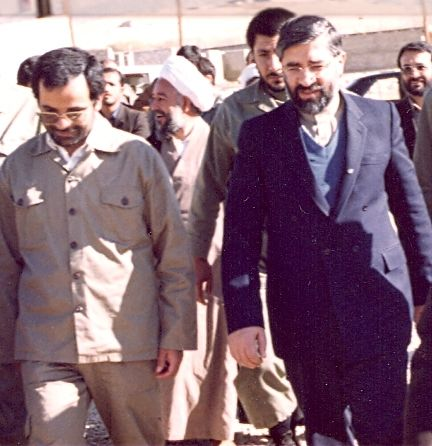
Mir Hosein Musaví junto al político reformista Abbás Mirzá Abutalebí en los años 80.

La coincidencia en el tiempo de casi todo el período de gobierno de Mir Hosein Musaví con la guerra y con el liderazgo del ayatolá Jomeini motivó que fuera conocido después como "el primer ministro de la guerra" (nojostvazir-e yang, نخست‌وزیر جنگ) o como "el primer ministro del Imam" (nojostvazir-e emam, نخست‌وزیر امام). 
El periodo se caracterizó por una estabilidad política infrecuente en Oriente Medio y por una estatalización de la economía en consonancia con los tiempos de guerra, con la adopción de un sistema de racionamiento para la distribución de los productos básicos para el consumo. La tendencia socializadora de la Izquierda Islámica era sin embargo limitada por el clero conservador. Mientras los partidarios de Musaví aprecian el desarrollo del principio de justicia social con la distribución de bienes por cupones, su liderazgo cívico y económico en tiempos de guerra y los esfuerzos por sacar a Irán del aislamiento internacional, sus críticos le recriminan una gestión "impredecible", una relativa torpeza al moverse por el laberinto del sistema político iraní y su responsabilidad en la represión política y cultural de aquellos años.
En 1986, Musaví desempeñó un papel fundamental en el asunto Irán-Contra: las negociaciones secretas con Estados Unidos para liberar a seis rehenes norteamericanos en manos del Hezbolá libanés a cambio de la venta, por valor de 47 millones de dólares, de armas y recambios que necesitaban las fuerzas armadas iraníes, inmersas en la guerra frente a Irak.
Los conflictos entre Musaví, del ala izquierda del aparato político de la República Islámica, con Ali Jamenei, del ala conservadora, se prolongarían durante los ocho años simultáneos de mandato de ambos, siendo el apoyo firme del ayatolá Jomeini lo que mantuvo a Musaví el puesto pese a dos dimisiones en los años 1983 y 1984. Jomeini estaba convencido, por la información que recibía de Mohsén Rezaí, comandante en jefe de la Guardia Revolucionaria, de que la remoción del primer ministro perjudicaría la moral de las tropas que se enfrentaban al Irak de Sadam Huseín. De modo que, ante la oposición del ulema conservador Alí Akbar Nateq Nurí y otros clérigos de alto rango a su candidatura para un segundo mandato (1985-1989), el Líder de la Revolución Islámica llegó a sentenciar: "yo, como ciudadano, proclamo que elegir a otro que no sea él es traicionar al islam". 99 diputados votaron en contra, siendo después acusados por ello de oposición a la tutela del alfaquí, principio rector del sistema político islámico iraní teorizado por Jomeini.
En el otoño de 1988, poco después de concluida la guerra, Musaví presentó su dimisión por tercera vez dirigiendo una carta al entonces presidente Alí Jamenei acusándolo de interferir en el ámbito de competencia del primer ministro. Jamenei respondió duramente calificando la dimisión de traición a la república islámica (nezam), aun confirmando la existencia de disensiones. La dimisión fue rechazada terminantemente por el ayatolá Jomeini. Años más tarde, el portavoz de Musaví, Ardeshir Amir Aryomand, ha afirmado que la razón de la dimisión fueron las ejecuciones de presos políticos cometidas en el verano, según él sin saberlo Musaví, aunque el propio interesado arguyó entonces públicamente diferencias con el parlamento a propósito de candidaturas ministeriales como razón de su dimisión.

### Retirada de la política (1989-2009)
Tras la muerte del ayatolá Jomeini en junio de 1989, la Asamblea de Expertos escogió a Alí Jamenei para sucederlo como nuevo Líder Supremo, por lo que Musaví y sus partidarios de la Izquierda Islámica perdieron su principal apoyo dentro del aparato político. Durante los debates parlamentarios sobre los planes de reconstrucción post bélica, Musaví mantuvo agrias discusiones con el entonces portavoz del Parlamento, Akbar Hashemí Rafsanyaní, que proponía aceptar la ayuda de los países occidentales. En julio de 1989, se sometió a plebiscito nacional una reforma de la Constitución iraní por la que, entre otros cambios, el cargo de primer ministro quedaba abolido. La reforma fue aceptada por el 97% de los votantes y en las nuevas elecciones, el vencedor Rafsanyaní fue elegido como nuevo presidente de Irán. Con su acceso al cargo el 3 de agosto, Musaví cesó, no fue invitado a participar en el nuevo gobierno y abandonó la vida política pública, aunque ostentó cargos de relevancia: miembro del Consejo de Discernimiento del Interés del Estado desde 1988 hasta 2012, miembro del Consejo Superior de la Revolución Cultural de 1996 a 2011, consejero político del presidente Rafsanyaní (1989-1997) y alto consejero del presidente Jatamí (1997-2005). 
Durante dos décadas, Musaví se concentró en actividades académicas, artísticas (pintura y poesía) y arquitecturales. Enseñó en las universidades Shahid Beheshtí y Tarbiat Modarrés. En 1998, el presidente Jatamí lo designó presidente de la Academia de las Artes de Irán (Farhangestan-e honar), cuya sede principal está construida según sus planos. Otros edificios suyos son el bazar Beynolharamein de Shiraz; el mausoleo de los mártires del 7 de tir, en el cementerio Behesht-e Zahra de Teherán; y la mezquita de Salmán, dentro del complejo presidencial. En años más recientes ha realizado buen número de exposiciones pictóricas. 
Ante las elecciones presidenciales de 1997, la izquierda islámica barajó una posible candidatura de Mir Hosein Musaví, pero tras su negativa, fue finalmente el "reformista" Mohammad Jatamí quien concitó el apoyo de esos sectores y obtuvo la presidencia. Entre los posicionamientos políticos públicos de Musaví en esta época cabe citar las denuncias del atentado contra el intelectual Saíd Hayyarián en marzo de 2000, de los cierres masivos de publicaciones reformistas por las autoridades judiciales en el mismo año y del veto masivo a las candidaturas reformistas por el Consejo de Guardianes en las legislativas, también del año 2000. 

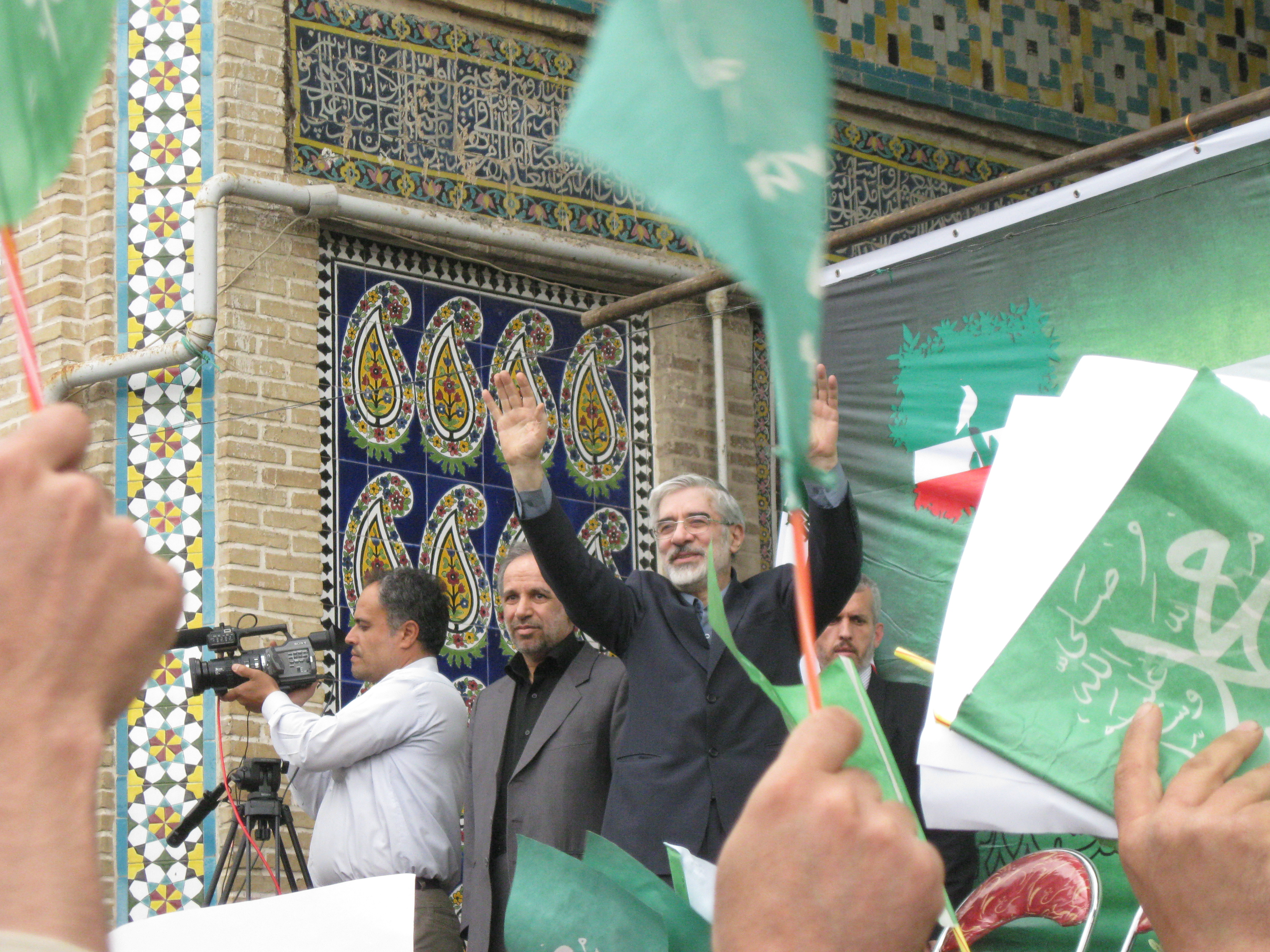
Mir Hosein Musaví en campaña electoral en Zanyán.

### Elecciones de 2009 y"movimiento verde"
Tras 20 años de silencio político y varios meses de vacilaciones, Mir Hosein Musaví anunció el 9 de marzo de 2009 su intención de presentarse a las elecciones presidenciales, aduciendo la necesidad de defender a los más necesitados de la mala gestión económica del gobierno, la libertad como valor especial dentro de los valores de la revolución islámica y el respeto a la ley y a la moral pública. Musaví expresó también su apoyo al programa nuclear en curso.
Cuatro días más tarde, el expresidente Mohammad Jatamí se retiró de la campaña para apoyar su candidatura, apoyo al que se sumaron gran parte de los grupos reformistas, como el Frente de Participación del Irán Islámico (Yebhe-ye Mosharekat), la Organización de los Muyahidines de la Revolución Islámica y la Asamblea de Clérigos Combatientes (Machma-e Rohaniun-e Mobarez), el Partido de la Democracia, y el Partido de los Ejecutivos Constructivos (Kargozaran-e Sazandegí) del expresidente conservador pragmático Rafsanyaní. Entre los conservadores, Musaví obtuvo el apoyo del diputado Emad Afrugh y del periódico Yomhuri-e Eslami, del que Musaví fue redactor jefe durante años. Su candidatura produjo también división en la conservadora Sociedad del Clero Combatiente, que se abstuvo de apoyar al presidente saliente Ahmadineyad para un segundo mandato.
Musaví se presentó como «reformista apegado a los valores originarios de la Revolución» y expuso un programa electoral que proclamaba tres principios fundamentales: la reforma del ejecutivo para hacerlo más transparente, descentralizado y ajustado a la ley; la reforma del sector privado y su inclusión en el proceso de toma de decisiones políticas; y el «refuerzo de los fundamentos morales y preservación de los equilibrios sociales». Musaví advocaba la concesión de permisos para cadenas privadas de televisión y la supresión de las patrullas de control de la moral y la vestimenta. En materia de política exterior, Musaví defendía la reducción de tensiones en torno al programa nuclear iraní, aun rechazando toda suspensión del mismo.
La campaña electoral de Musaví destacó por su uso de técnicas modernas de propaganda, en especial de internet y las redes sociales, música occidental en los actos oficiales y el color verde como distintivo, así como por la participación activa de su esposa, la intelectual y artista Zahra Rahnavard. El uso de las redes sociales fue de particular utilidad para organizar en 24 horas una cadena humana a lo largo de la avenida Vali Asr de Teherán el día 8 de junio de 2009, tras ser denegado el permiso para hacer un mitin en el estadio Azadí. Por el uso de estas tácticas, Musaví fue acusado ya antes de la votación de preparar una revolución de terciopelo.
Como resultado de su campaña, arrastró entusiastas jóvenes, intelectuales y algunos líderes iraníes ya ancianos, y se postuló como candidato desafiante del presidente Mahmud Ahmadineyad quien consiguió la reelección con el apoyo de campesinos, militares y clérigos conservadores. Hubo acusaciones de fraude, no obstante algunas encuestas independientes dieron como contundente la derrota de Musaví. En la actualidad, se encuentra bajo arresto domiciliario, prácticamente incomunicado tras las denuncias de fraude en las elecciones del 2009 del régimen de los ayatolás.
| Predecesor: Mohammad-Reza Mahdavi Kani | Primer ministro de Irán 1981 - 1989 | Sucesor: cargo abolido |